# Municipio de Santiago Zacatepec
El municipio de Santiago Zacatepec es uno de los 570 municipios del estado mexicano de Oaxaca. Enclavado en la sierra norte, el municipio es un poblado que se encuentra aproximadamente a 327 km de la ciudad de Oaxaca, (México).
Cuenta con unos paisajes majestuosos, desde nublados aparentando un mar blanco entre montañas. Muchas veces la nube es muy densa y es difícil distinguir objetos a menos de cinco metros, sin embargo, eso hace que la vegetación también sea abundante, así como sus aguas. También muestra muchas veces las salidas y puestas de sol impresionantes. Sus arroyos en los trayectos hacia la comunidad son muy bonitos, empezando en terrenos de Santa María Yacochi, Santa María Huitepec, Santa María Ocotepec y los mismos terrenos de Zacatepec.
Música
Famoso por su fandango y jarabe mixe que se hacen presentes en la fiesta de la Guelaguetza, escrita por el compositor Rito Marcelino Rovirosa

## Geografía

### Ubicación
Este municipio se encuentra en el distrito mixe; limita al noreste con el municipio Santiago Yaveo, al norte con el municipio de Santiago Choápam y San Juan Comaltepec, al oeste con Totontepec Villa de Morelos, al sur con Santiago Atitlán y con Santa María Alotepec.

### Hidrografía
En este municipio y a su alrededor nacen varios arroyos que forman un río grande desembocando hacia el sur que con su unión con otras corrientes de agua llegan al golfo de México.

### Clima
El clima de este municipio es templado con lluvias de junio al resto del año.

## Flora y fauna
En este municipio abunda una gran cantidad de fauna como lo son venados, conejos, jabalí, león americano, tigres, puma, serpientes, mono, etc. Y en cuanto a la flora y árboles maderables mencionamos al cedro, roble, caoba, abeto, pino, entre otros.

## Historia
En el momento del descubrimiento de la zona por parte de los españoles, el área estaba sometida por el señor de Tototépec (Yucudzaa en mixteco), que además de resistir la expansión de los mexicas, se estaba expandiendo hacia el este y el norte. Zacatepec o Yucuchatuta fue una de las comunidades tributarias y sujetas a Tototépec.
Fue encomienda del conquistador Rafael de Trejo, quien le heredara a su hijo del mismo nombre. Hacia 1534 el corregimiento pasó a manos de Justlaguaca.
Hacia 1570 ya era una doctrina tal vez dominica que se dejó en manos del clero secular que se llamó Santa María Zacatepec.

## Economía
La mayoría de la gente de este municipio se dedica a la agricultura y una minoría a la elaboración del mezcal.

## Fiestas
En las fiestas asisten las bandas de viento en dicha comunidad que vienen siendo invitados por los organizadores del evento. Es como un trueque, solo que en este caso de música. Sin duda Zacatepec Mixe Oaxaca tiene una banda de viento quizás, la mejor que posee este país. Unas notas perfeccionadas que ningún otra banda lo ha hecho. Se fundó esta banda alrededor de 1880 y hasta la fecha se mantiene y podemos afirmar que es la banda de música más antigua que existe en México, no solo en Oaxaca. 
| Fecha                      | Festejo                        |
| -------------------------- | ------------------------------ |
| 25 de julio                | Celebración a Santiago Apóstol |
| 7 de octubre               | Virgen del Rosario             |
| 12 de diciembre            | Virgen de Guadalupe            |
| Quinto viernes de Cuaresma | Señor de las Peñas             |